# نيميا
نيميا (Νεμέα) هي مدينة في كورينثيا في مقاطعة كينتريكي إلادا في اليونان.